# Чжицзян-Дунский автономный уезд
Чжицзян-Дунский автономный уезд (кит. упр. 芷江侗族自治县, пиньинь Zhǐjiāng Dòngzú zìzhìxiàn) — автономный уезд городского округа Хуайхуа провинции Хунань (КНР).

## История
Во времена империи Сун в 1074 году была создана Юаньчжоуская область (沅州), власти которой разместились в уезде Луян (卢阳县). После монгольского завоевания и образования империи Юань область была преобразована в Юаньчжоуский регион (沅州路). После свержения власти монголов и образования империи Мин регионы-лу были переименованы в управы-фу, и поэтому в 1364 году Юаньчжоуский регион стал Юаньчжоуской управой (沅州府), но уже в 1376 году управа была понижена в статусе, вновь став Юаньчжоуской областью; уезд Луян был при этом расформирован, а его территория перешла под прямое управление областных структур.
Во времена империи Цин область была в 1736 году вновь поднята в статусе до управы, а место размещения властей управы, ранее напрямую управлявшееся областными властями, стало уездом Чжицзян (芷江县). В 1817 году из уезда Чжицзян был выделен Хуанчжоуский комиссариат (晃州厅). После Синьхайской революции в Китае была проведена реформа структуры административного деления, в ходе которой управы были упразднены, и поэтому в 1913 году Юаньчжоуская управа была расформирована.
После образования КНР в 1949 году был создан Специальный район Хуэйтун (会同专区), и уезд Чжицзян вошёл в его состав. 2 сентября 1952 года Специальный район Хуэйтун был расформирован, и уезд вошёл в состав нового Специального района Чжицзян (芷江专区), власти которого поначалу разместились именно в уезде Чжицзян. Уже 13 ноября того же года власти специального района переехали из уезда Чжицзян в посёлок Аньцзян (安江镇) уезда Цяньян, и Специальный район Чжицзян был переименован в Специальный район Цяньян (黔阳专区). 
В 1970 году Специальный район Цяньян был переименован в Округ Цяньян (黔阳地区).
Постановлением Госсовета КНР от 30 июня 1981 года Округ Цяньян был переименован в Округ Хуайхуа (怀化地区).
Постановлением Госсовета КНР от 22 сентября 1986 года уезд Чжицзян был преобразован в Чжицзян-Дунский автономный уезд.
Постановлением Госсовета КНР от 29 ноября 1997 года округ Хуайхуа был преобразован в городской округ.

## Административное деление
Автономный уезд делится на 9 посёлков и 9 волостей.